# Badamia
Badamia is een geslacht van vlinders van de familie van de dikkopjes (Hesperiidae), uit de onderfamilie van de Coeliadinae. De wetenschappelijke naam en de beschrijving van dit geslacht werden voor het eerst in 1881 gepubliceerd door Frederic Moore.
De soorten van dit geslacht komen voor in het Australaziatisch gebied.

## Soorten
- B. atrox (Butler, 1877)
- B. exclamationis (Fabricius, 1775)